# Michel Gaudart de Soulages
Pour les autres membres de la famille, voir Famille Gaudart.
Michel Marie Gaudart de Soulages, né le 19 août 1948 à Pondichéry (Inde française) et mort le 26 février 2025 à Paris, est un avocat et écrivain franco-canadien devenu conseiller consulaire auprès du Consulat général de France à Québec, dont il démissionne en 2019.

## Biographie

### Famille
Fils de Maurice Gaudart et de Marie-Josèphe Pasquet (1922-2023), elle-même fille de Joseph Pasquet et de Marthe Perraudin, Michel Gaudart épouse en 1972, Béatrice Leurent, d'une famille du Nord, dont il divorce en 1976. L'année suivante, il se marie à Aliette Soucanye de Landevoisin avant d'en divorcer en 1988, puis, le 22 décembre 1990 à Versailles, il s'unit à Agnès de Place, dont il divorce en 2019.
Adopté en 1978 par Louis Adolphe Raymond de Soulages, il est autorisé à ajouter le nom « de Soulages » à son patronyme et à s'appeler Gaudart de Soulages,,.
Il appartient à la famille Gaudart, dont un membre se fixe en Inde française à la fin du XVIIIe siècle. Cette famille d'ancienne bourgeoisie parisienne est issue de Pierre Gaudart, maître drapier et père de Claude Gaudart (1671-1741), qui se fixe à Paris comme maître maçon et entrepreneur de bâtiments. Le petit-fils de celui-ci, François-Pierre Gaudart, agent de la Compagnie des Indes en 1765, s'installe en Inde française,.

### Carrière
Avocat à la Cour d’appel de Paris en 1996 puis de Versailles, Michel Gaudart de Soulages est conseiller employeur puis président d’audience du Conseil de prud’hommes de Paris en 2008[réf. nécessaire].
La même année, il s'installe à Québec où il acquiert la nationalité canadienne en 2016. Représentant du député d’Amérique du Nord, Frédéric Lefebvre, à Québec en mai 2014, il est élu, sur une liste union UMP-UFE, en tant que conseiller consulaire de la 3e circonscription de Québec auprès du Consulat général de France à Québec. Du fait de son retour à Paris en 2017, il démissionne de son poste de conseiller consulaire en 2019.
Il est élu en juin 2015, puis réélu en juin 2016, Grand Chevalier du Conseil Laval 2721 de Québec de l'organisation catholique de bienfaisance des Chevaliers de Colomb.
En 2016, il fait partie d'un comité d'honneur de soutien à Alain Juppé présidé par Régis Labeaume, maire de Québec.

### Mort
Michel Gaudart de Soulages meurt à Paris le 26 février 2025 à l'âge de 76 ans.

### Franc-maçonnerie
Membre de la Grande Loge nationale française, Michel Gaudart de Soulages est prétendant en 2008 à la succession de Gérard Kloppel à la tête de la Grande Loge traditionnelle de Memphis-Misraïm, affirmant vouloir exécuter les dernières volontés de celui-ci. À la suite de l'échec de ce projet, il quitte l'obédience.

## Décoration
- Officier de l'ordre des Arts et des Lettres (2021) ; chevalier en 2007[13].

## Publications
- Dictionnaire des francs-maçons français (en collaboration avec Hubert Lamant). Éditions Albatros, Paris. 1980, réédition Éditions Jean-Claude Lattès, 1995 [présentation en ligne]:
- Les dernières années de l'Inde française (en collaboration avec Philippe Randa). Préface de Douglas Gressieux. Dualpha. Coulommiers. 2005. [présentation en ligne].
- Dictionnaire généalogique des familles de l'Inde française (en collaboration avec Lucien-Jean Bord, Jean Le Faucheur), La Chapelle Saint-Ursin. 1984 [présentation en ligne].
- Dictionnaire des francs-maçons européens  (en collaboration avec Hubert Lamant et Karl-Heinz Hoffmeïster). Dualpha, Coulommiers, 2004, [présentation en ligne].
- Le Rite Ancien et primitif de Memphis-Misraïm. Du fantasme à la réalité. Préface de Jean-Pierre Giudicelli de Cressac Bachelerie. Agastya. Versailles. 2010 [présentation en ligne].
- Dictionnaire généalogique et Armorial de l'Inde française d'Agnès de Place. Chez l'auteur. Versailles, 1997 [présentation en ligne].
- Histoire et généalogie de la famille de Place d'Agnès de Place. Chez l'auteur. Versailles, 1993 [présentation en ligne].
- Histoire et généalogie de la famille Gaudart d'Agnès de Place. Chez l'auteur. Versailles, 1995 [présentation en ligne].
- Généalogie des familles de l'Inde française. Préface de Raoul de Warren (en collaboration avec Hubert Lamant) chez l'auteur, Eaubonne, 1976 [présentation en ligne].